# Hoplitis shoshone
Hoplitis shoshone là một loài Hymenoptera trong họ Megachilidae. Loài này được Parker mô tả khoa học năm 1976.